# Giulio Facibeni
(Pietro Annigoni)
Giulio Facibeni (Galeata, 29 luglio 1884 – Firenze, 2 giugno 1958) è stato un presbitero e antifascista italiano, fondatore dell'Opera della Divina Provvidenza Madonnina del Grappa, annoverato tra i giusti tra le nazioni per la sua opera a favore degli ebrei a Firenze durante l'Olocausto. Per la Chiesa cattolica ha il titolo di venerabile.

## Biografia

### Gli anni della formazione

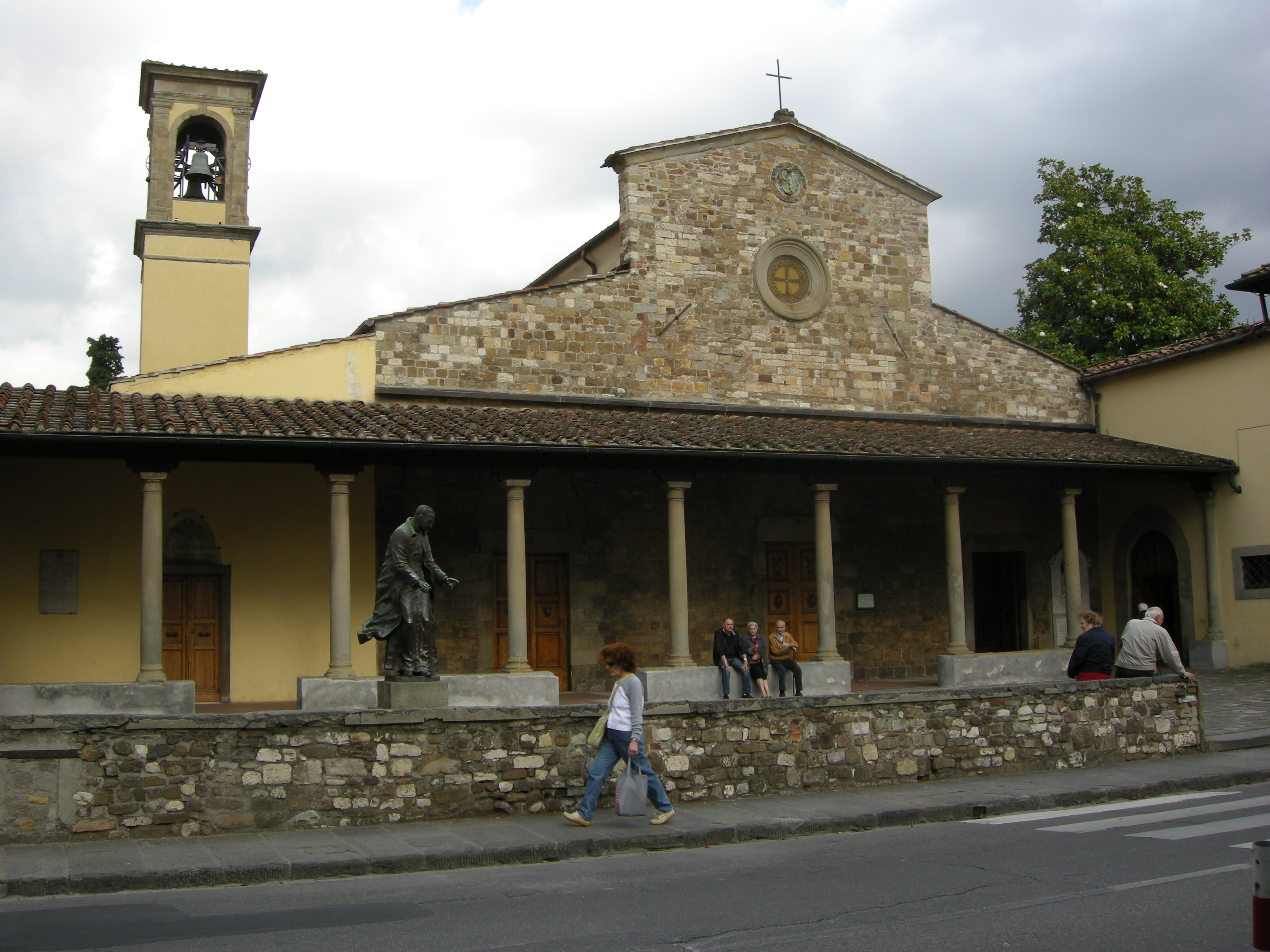
Chiesa di Santo Stefano in Pane a Firenze, con una statua di Giulio Facibeni nella parte anteriore.

Giulio Facibeni nasce a Galeata (nell'allora provincia di Firenze e diocesi di Sansepolcro, oggi in provincia e diocesi di Forlì) il 29 luglio 1884 in una famiglia modestissima di undici figli, da padre calzolaio e madre casalinga. Completati gli studi ginnasiali e liceali nel seminario di Faenza tra il 1899 e il 1904, dopo la licenza liceale si iscrive alla Facoltà di Lettere dell'Università di Firenze. Si mantiene agli studi prestando la sua opera come assistente presso il semiconvitto delle Scuole Pie Fiorentine degli Scolopi. Il 21 settembre 1907 viene ordinato diacono nella cattedrale di Forlì dal vescovo Raimondo Jaffei; il 21 dicembre dello stesso anno, riceve l'ordinazione sacerdotale a Fiesole da parte del vescovo David Cammilli; perciò, lasciati gli studi universitari, compie le prime esperienze pastorali nelle scuole parrocchiali serali di Santa Maria al Pignone, tra le figlie dei carcerati e gli studenti medi. Nel maggio del 1910 fonda il circolo degli studenti secondari cattolici Italia Nova il cui omonimo giornale diverrà presto l'organo ufficiale degli studenti secondari toscani.
Nel luglio 1912 è scardinato dalla diocesi di Sansepolcro e incardinato in quella di Firenze. Nel capoluogo toscano, nell'ottobre del 1912 l'arcivescovo di Firenze Alfonso Maria Mistrangelo invia don Facibeni come vicario nella Chiesa di Santo Stefano in Pane nel quartiere industriale e proletario di Rifredi a Firenze dove subito si distingue per il suo impegno educativo e caritativo.
Nel suo servizio pastorale rimane molto legato anche alla sua terra e alla Diocesi di Sansepolcro: nel 1914, ad esempio, è nominato dal vescovo Pompeo Ghezzi a far parte del comitato esecutivo del convegno eucaristico di Galeata.

### L'esperienza della Grande Guerra
Allo scoppio della prima guerra mondiale, don Facibeni organizza in parrocchia un asilo gratuito per i figli dei richiamati. Inviato egli stesso al fronte nel 1916, presta servizio prima sul fronte dell'Isonzo e poi sul Monte Grappa come cappellano militare nella IV Armata. In questo ruolo si prodiga per sostenere moralmente i soldati, soprattutto i feriti e i moribondi, sia italiani che austriaci, senza badare ai rischi corsi, volendo dimostrare che se il sacerdote predica il sacrificio deve anche compierlo. Il senso della sua azione è bene espresso nelle motivazioni con le quali gli è conferita la Medaglia d'Argento al Valor Militare:
Molti soldati, morenti, gli raccomandano i loro figli. Nasce così in don Facibeni l'idea di un'Opera di assistenza per gli orfani di guerra, ispirata alla sacra immagine della Madonnina del Grappa.

### L'istituzione dell'Opera Madonnina del Grappa
Tornato nel 1919 alla Pieve di Rifredi a Firenze, don Facibeni comincia a entrare in contatto con i molti orfani di guerra ed a promuovere iniziative in loro favore. Di fronte alle difficoltà incontrate nel trovare loro degna sistemazione, nel 1923 don Facibeni matura la sua vocazione e pone la prima pietra dell'Opera della Divina Provvidenza Madonnina del Grappa, inaugurata ufficialmente il 4 novembre 1924 e alla quale avrebbe dedicato il resto della sua vita.
A proposito del luogo dove si trova la Pieve e l'Opera, lo stesso don Facibeni scrive:
Nonostante le estreme difficoltà economiche e organizzative, don Facibeni non respinge alcuno che bussi alla sua porta. I dodici orfani ospitati al momento dell'inaugurazione diventano 100 solo quattro anni dopo, e sono 350 nel 1939.
Per la sua disinteressata opera caritativa e la sua indipendenza del regime fascista (le cui oppressioni non esita a denunciare pubblicamente), don Facibeni acquista uno status di riconosciuta autorità morale a Firenze tra cattolici e non cattolici.

### L'impegno nella Resistenza a favore degli ebrei perseguitati
Negli anni della seconda guerra mondiale e in particolare nel corso dell'occupazione tedesca e dell'emergenza bellica, ancora una volta don Facibeni diventa un punto di riferimento fondamentale per la sua opera di assistenza ai profughi e ai ricercati. Le case di ospitalità si moltiplicano in tutta la Toscana: Calenzano, San Miniato, Montecatini Terme, Fucecchio, Rovezzano. Tale opera di assistenza che interessò numerose famiglie e numerosi giovani renitenti alla leva o ricercati, si estese anche agli ebrei perseguitati. Come ebbe a riferire lo stesso Facibeni, in una relazione sul passaggio del fronte inviata alla curia fiorentina il 19 gennaio 1945: "dagli ultimi del 1943 fino alla liberazione [l'Opera] ha ricoverato e provveduto al mantenimento di dieci fanciulli, tre donne, tre giovani e due uomini ebrei". Tra di essi vi sono i fratelli Cesare e Vittorio Sacerdoti (accolti a Montecatini Terme) e Louis e Harry Goldman e Willy Hartmayer, affidati alla cura di don Facibeni da don Leto Casini e della cui salvezza egli si occupa in prima persona a Rifredi. Ricorda Louis Goldman:
Dalla relazione redatta nel maggio 1945 da Eugenio Artom (rappresentante della comunità ebraica fiorentina nel periodo bellico), risulta anche che "Mons. Giulio Facibeni, Parroco di Rifredi" - assieme alla "Superiora del Monastero della Calza, quella del Monastero di San Ambrogio, [e] il Parroco di S. Francesco di Piazza Savonarola" - fu uno dei religiosi incaricati dai primi mesi del 1944 dal Card. Elia Dalla Costa della "corresponsione materiale" di un sussidio individuale mensile di L. 150 corrisposto clandestinamente dalla DELASEM, che aiutò tanti ebrei fiorentini nascostisi in città..

### Il secondo dopoguerra e la morte

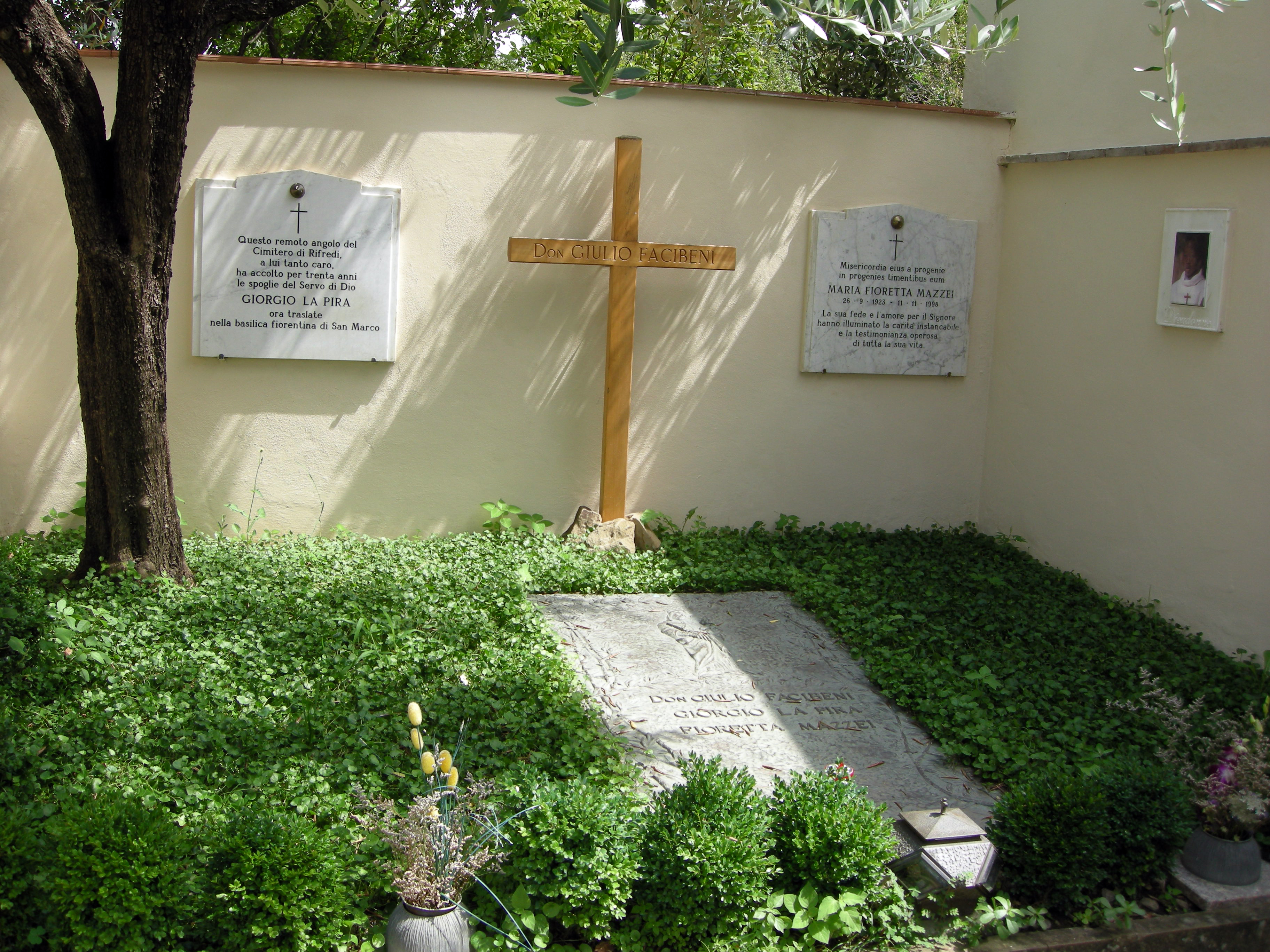
La tomba di Don Facibeni nel cimitero di Rifredi.

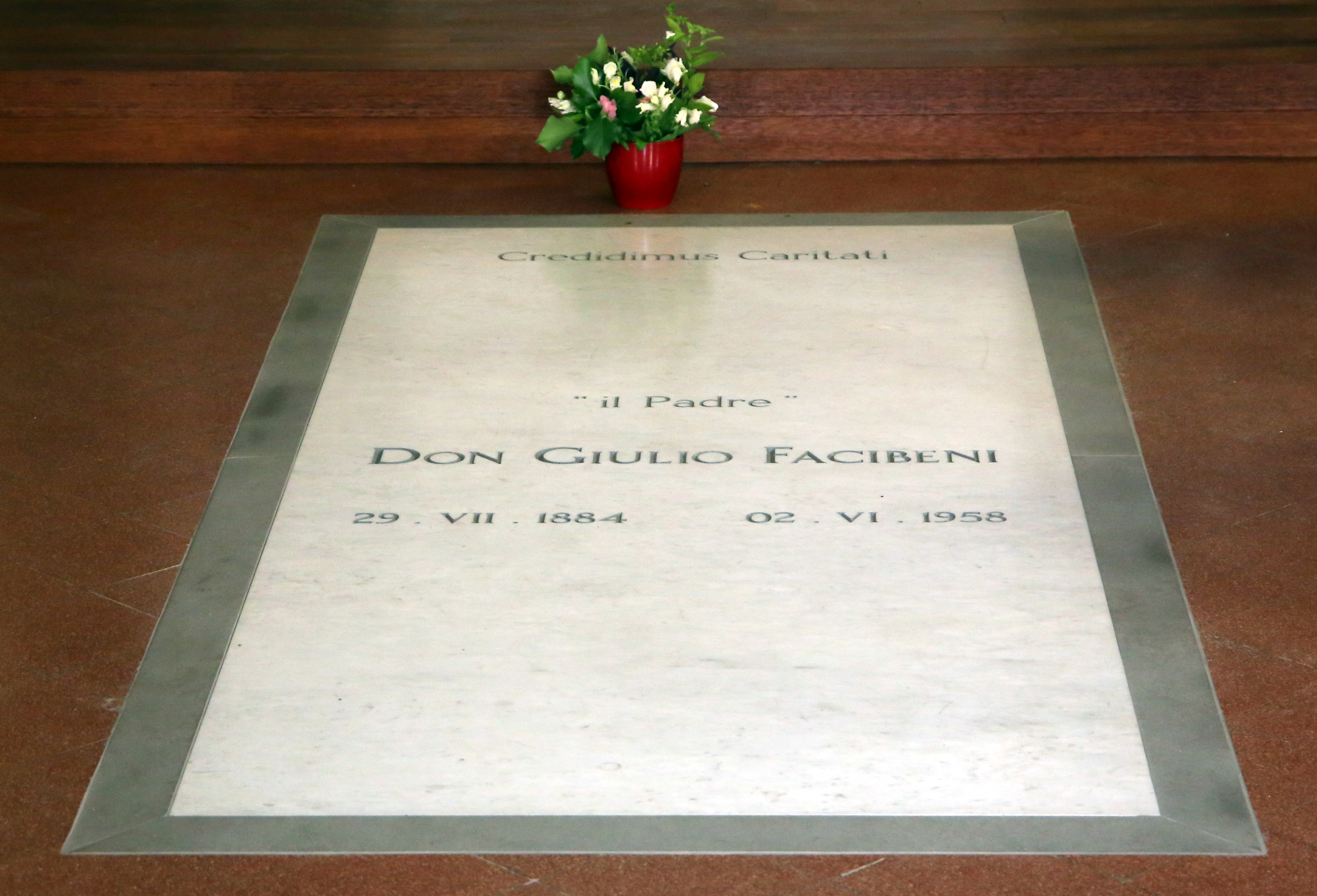
La tomba attuale presso l'oratorio della sede dell'Opera della Divina Provvidenza Madonnina del Grappa a Firenze

Nel secondo dopoguerra, l'Opera è ormai un'istituzione affermata con oltre 1 200 ospiti. Don Facibeni (“il Padre”, come viene comunemente e semplicemente chiamato da tutti) ne è la riconosciuta guida spirituale nonostante che una forma gravissima della malattia di Parkinson lo costringa ora a dipendere totalmente dall'assistenza altrui. Giungono anche i primi riconoscimenti ufficiali. Nel 1949 don Facibeni e i suoi collaboratori sono ricevuti in udienza da papa Pio XII. Appena nominato Sindaco, nel 1951, Giorgio La Pira conferisce a don Facibeni il titolo di cittadino benemerito di Firenze. Il 29 maggio 1955 l'Opera riceve la visita del Presidente della Repubblica Italiana, Giovanni Gronchi. Il 21 dicembre 1957 l'Università di Firenze assegna a don Facibeni la medaglia d'oro per i suoi meriti in campo educativo. Lo stesso anno, nel 50º anniversario della sua ordinazione sacerdotale, Galeata gli conferisce il titolo di cittadino benemerito e nel 1969 intitola a lui il nuovo edificio scolastico.
Don Facibeni muore il 2 giugno 1958, nel popolare rione fiorentino di Rifredi. Ai suoi funerali l'intera città di Firenze si ferma e si raccoglie con folla immensa. Ricorda David Maria Turoldo:
Don Giulio Facibeni fu inizialmente sepolto nel cimitero di Rifredi. Nel 2017 la salma di Don Facibeni è stata trasferita nella cappella in via delle Panche, cuore dell’Opera Madonnina del Grappa.

## L'eredità di don Facibeni
Amico personale di Giorgio La Pira e come lui Terziario domenicano, don Facibeni fu esempio e maestro di passione cristiana rivolta al sociale per una generazione di preti fiorentini, la quale, anche grazie a lui, ha lasciato una traccia profonda nella storia di Firenze nel travagliatissimo XX secolo. Suo amico ed ammiratore, ad esempio, fu Guido Alfani, che, morendo, gli lasciò in eredità il proprio calice e la propria pianeta. Suoi discepoli più illustri furono Lorenzo Milani, Danilo Cubattoli, Silvano Piovanelli, Ernesto Balducci, Raffaele Bensi e Bruno Borghi.
Il processo per la beatificazione di don Facibeni è stato avviato il 10 agosto 1989. Papa Francesco lo ha dichiarato venerabile l'11 dicembre 2019 . La sua Opera è stata continuata sotto la guida di don Corso Guicciardini, con sacerdoti anche in Albania e Brasile.
Due statue raffiguranti don Facibeni sono dedicate in sua memoria: l'una,  un bassorilievo in bronzo dello scultore Mario Moschi posto all'interno della scuola nel suo paese natale, Galeata, e l'altra, creata dallo scultore Antonio Berti e fusa dalla Fonderia Artistica Ferdinando Marinelli,  nella piazzetta davanti alla "sua" Chiesa di Santo Stefano in Pane, a Rifredi. Una vetrata nella Chiesa della Madonna della Tosse a Firenze lo ritrae con Giorgio La Pira e don Lorenzo Milani.
Per la sua opera a favore degli ebrei perseguitati, il nome di don Facibeni è stato ufficialmente iscritto nell'Albo dei giusti tra le nazioni a Yad Vashem il 2 settembre 1996. Nell'estate 2008 una targa commemorativa è stata apposta
dall'Associazione Fiorentina per l'Amicizia Ebraico-Cristiana e dal Comune di Firenze sulla facciata dell'Opera, in Via delle Panche, sotto la finestra della camera che fu di don Facibeni, per evidenziare e ricordare l'azione umanitaria da lui compiuta. Alla cerimonia erano presenti il rabbino di Firenze, autorità, sacerdoti e numeroso pubblico.
Il 4 agosto 2007, in occasione di una solenne cerimonia sul Monte Grappa, il governo austriaco conferisce a don Facibeni la Croce d'Onore "in ringraziamento della pietà cristiana rivolta ai soldati nemici nella guerra 1915-18".